# HiteJinro
HiteJinro Co., Ltd. és una empresa multinacional de begudes, cerveses i destil·lats de Corea del Sud, fundada el 1924. És el principal productor mundial de soju i representa més de la meitat de les vendes nacionals d'aquesta beguda. També fabrica d'altres begudes alcohòliques, com ara vi negre i whisky. Les destil·leries es troben a Icheon, Cheongwon i Masan, amb la planta de Masan orientada a l'exportació. A més, Jinro produeix la marca Seoksu d'aigua embotellada en una fàbrica de Cheongwon. L'any 2006, l'empresa va ser adquirida per Hite, una companyia de begudes el producte principal de la qual és la cervesa.
El soju de Jinro és conegut amb el nom de marca Chamisul (참이슬). Part de la seva estratègia de màrqueting consisteix en utilitzar paper sensible a la temperatura a l'etiqueta de l'ampolla. Una pestanya en forma de gripau asiàtic (la mascota de l'empresa) és blanca quan l'ampolla està calenta i es torna blava quan l'ampolla està freda, indicant que el soju està llest per beure. Jinro és el major fabricant de soju i representa la meitat de les begudes espirituoses venudes a Corea del Sud, i la varietat més popular de soju és Chamisul.